# Dwa (siège)
Pour les articles homonymes, voir Dwa.
Un dwa ou asesedwa ou gwa est un siège des Ashantis du Ghana.

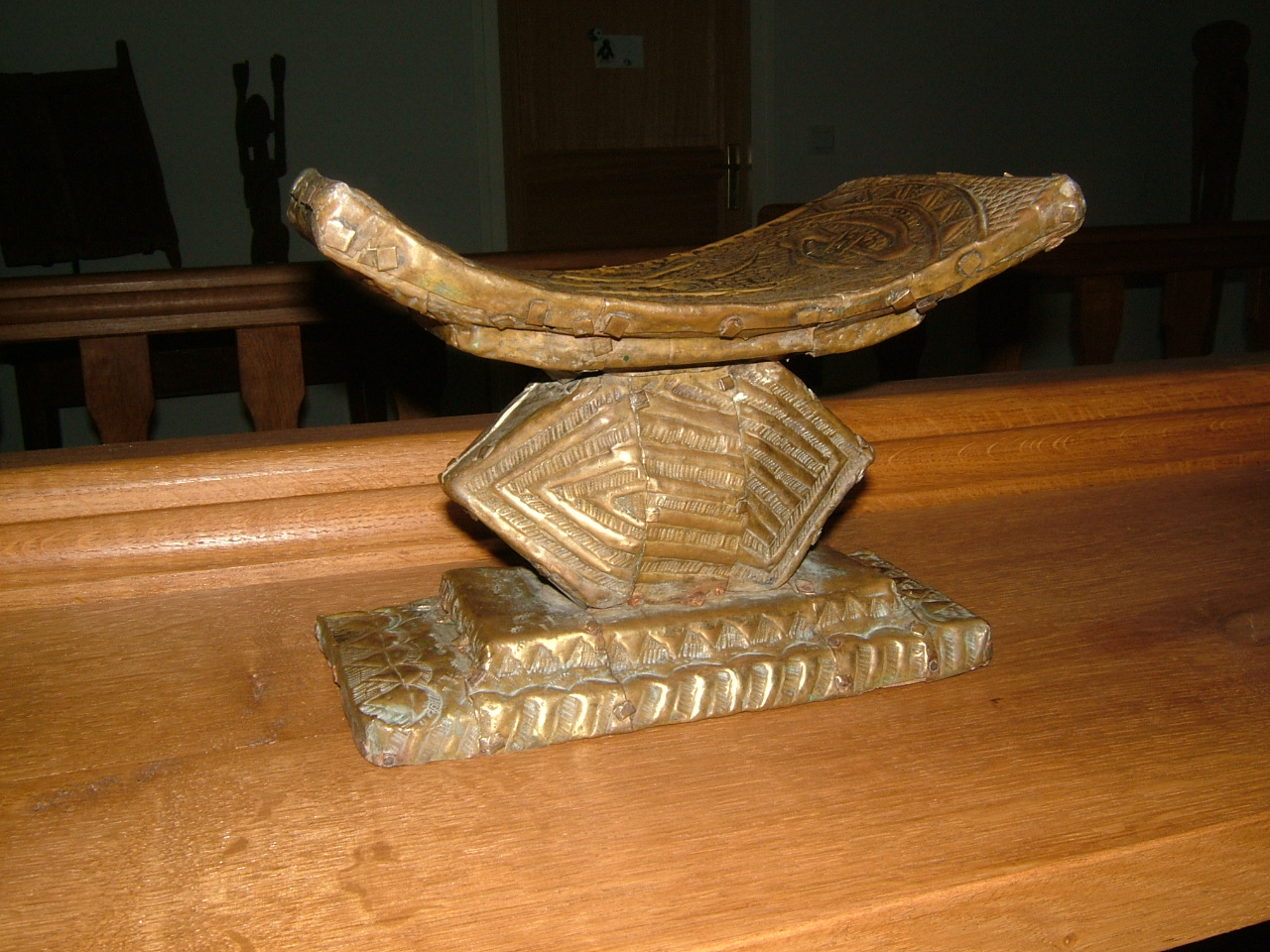
Petit siège ashanti en cuivre repoussé sur armature de bois

## Caractéristiques
Souvent en bois, il est plus ou moins décoré selon le statut de son possesseur, il revêt une grande importance institutionnelle et symbolique chez les Akans. Ces tabourets sont de forme rectangulaire et sont dotés de cinq piliers de soutien (annan). Le siège royal ou ahennwa est considéré comme l'âme de la nation, une fois intronisé le roi (ahene) devient sacré au même titre que le siège,.
Les mmarima dwa sont les sièges des hommes, tandis que les mmaa dwa sont pour les femmes. Les adammadwa (littéralement "tabouret à deux sous") sont pour les pauvres.

## Galerie

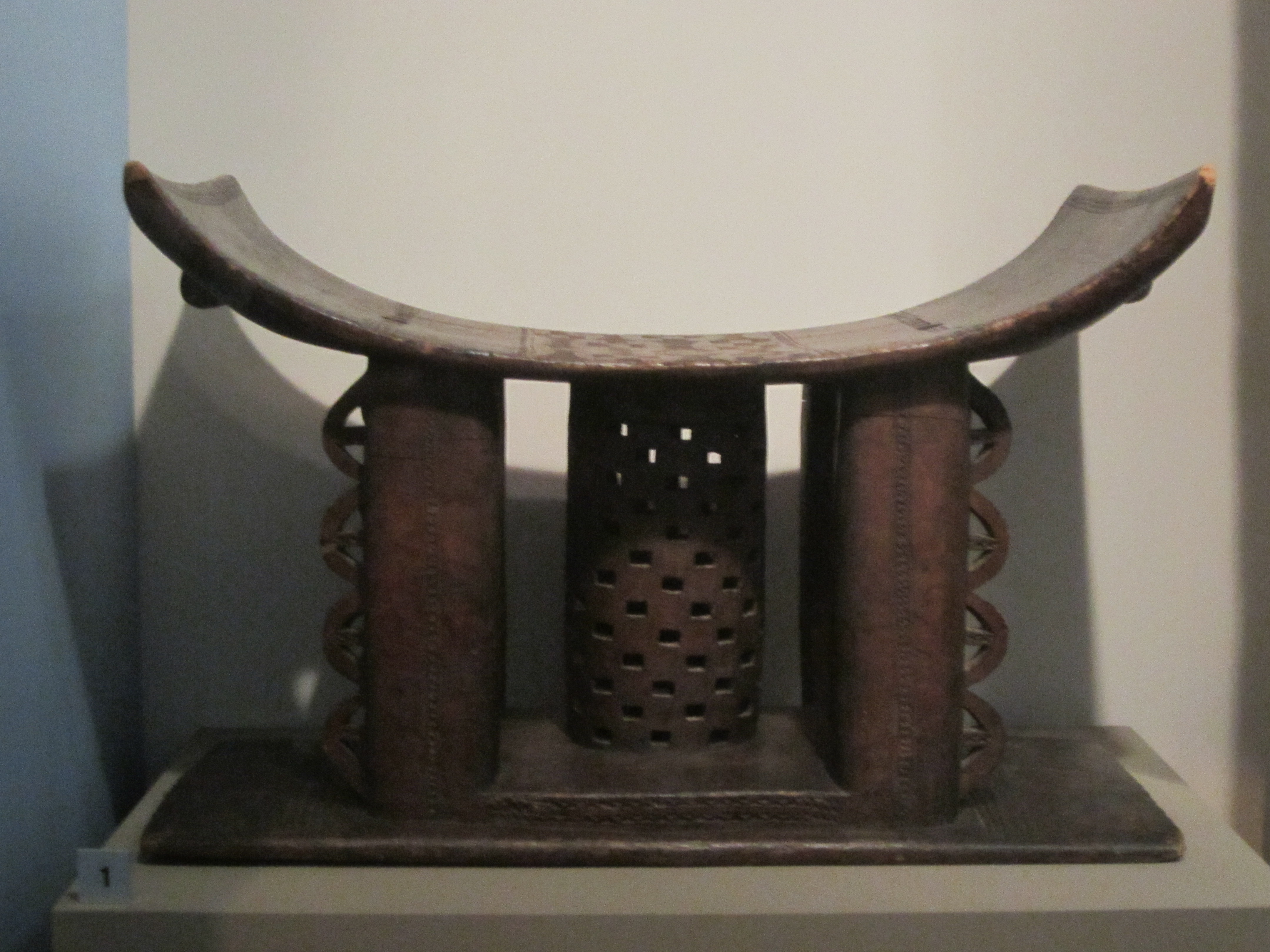
Siège ashanti du World Museum de Liverpool
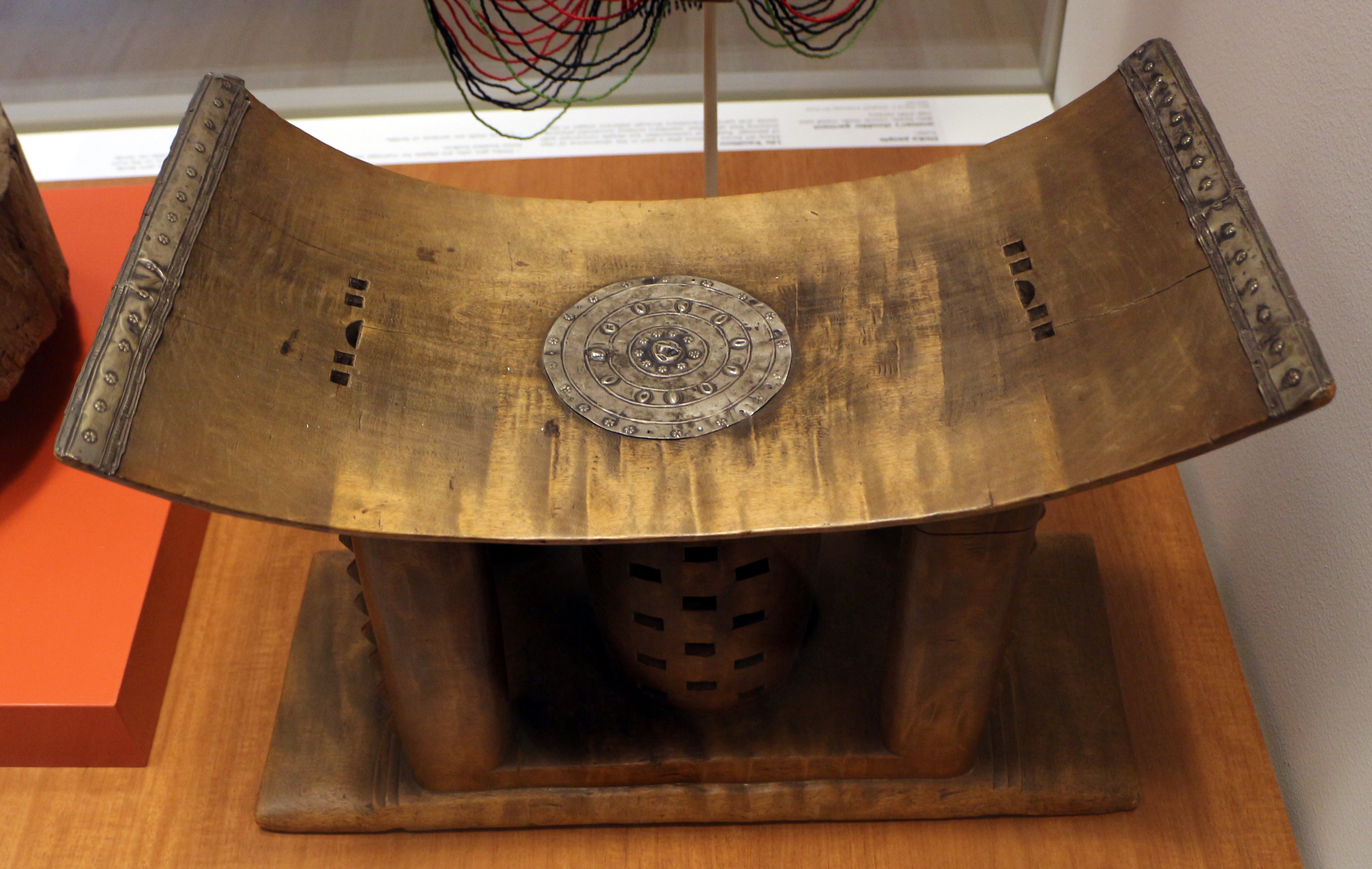
Siège ashanti en bois et cuivre au musée d'art d'Indianapolis
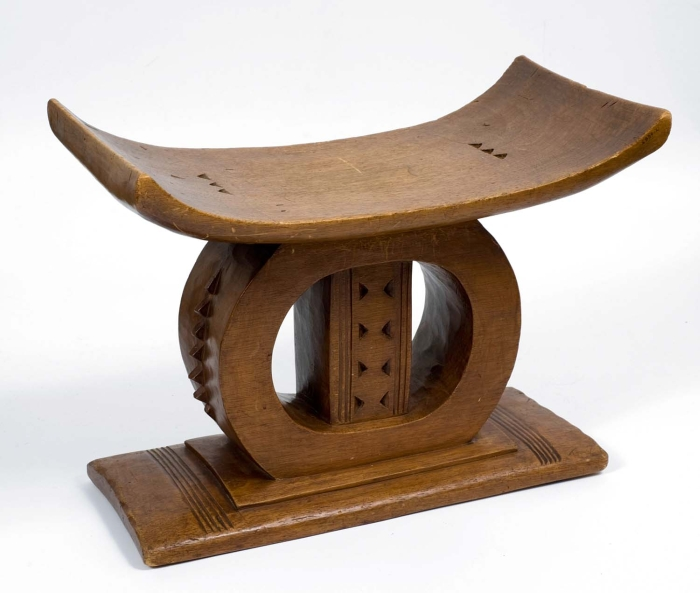
Tabouret ashanti en bois du Tropenmuseum
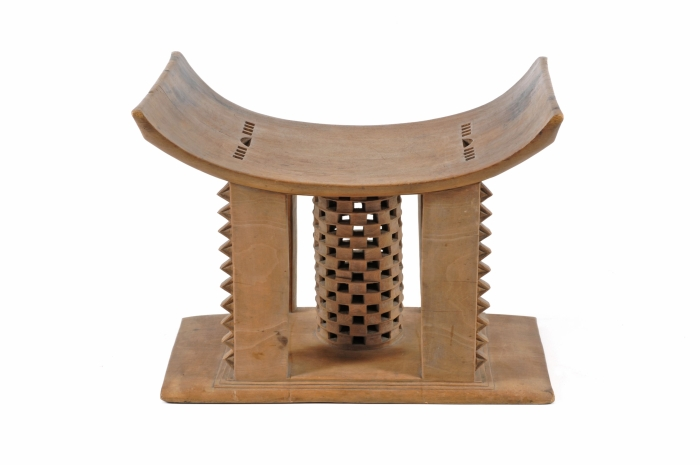
Siège ashanti du Tropenmuseum
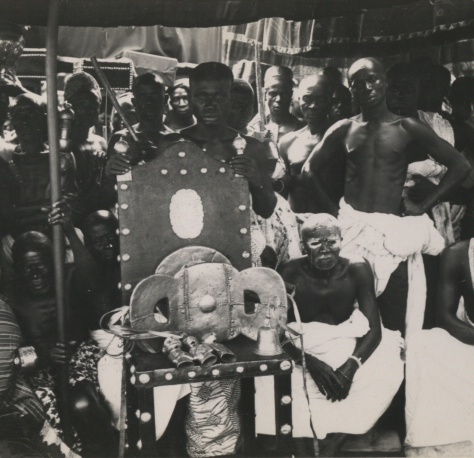
Le siège d'or en 1935